# Éric Desjardins
Éric Desjardins (* 14. června 1969, Rouyn) je bývalý kanadský hokejista.
Ve své kariéře hrál tento obránce v NHL za týmy Montreal Canadiens (1988–1995) a Philadelphia Flyers (1995–2006). Draftován byl roku 1987 jako 3. volba Montrealu Canadiens a celkově jako 38. Několikrát reprezentoval svoji Kanadu na mistrovstvích světa a olympijských hrách. Celkem si připsal v základní části NHL v 1143 zápasech 575 bodů za 136 gólů a 439 asistencí. V play off zaznamenal ve 168 zápasech 80 bodů za 23 gólů a 58 asistencí. Byl také kapitánem Philadelphie Flyers (1999–2002). Za svou kariéru, kterou odehrál s číslem 37, získal mnohá ocenění.

## Hráčská kariéra
- 1986–1988 Granby Bisons QMJHL
- 1988 Sherbrooke Canadiens AHL
- 1988–1995 Montreal Canadiens
- 1995-2006 Philadelphia Flyers

## Ocenění
- Barry Ashbee Trophy 1995, 1996, 1997, 1998, 1999, 2000, 2003
- Emile Bouchard Trophy 1988
- NHL Second Team All-Star 1999, 2000
- QMJHL First Team All-Star 1988
- QMJHL Second Team All-Star 1987
- Yanick Dupre Memorial 1999